# Psychotria sumbavana
Psychotria sumbavana är en måreväxtart som beskrevs av Friedrich Anton Wilhelm Miquel. Psychotria sumbavana ingår i släktet Psychotria och familjen måreväxter. Inga underarter finns listade i Catalogue of Life.